# Le Le
Le Le (prononcer [lə.lə]) est un groupe pop néerlandais. Il se compose de Pepijn Lanen, Piet Parra et Rimer London. 

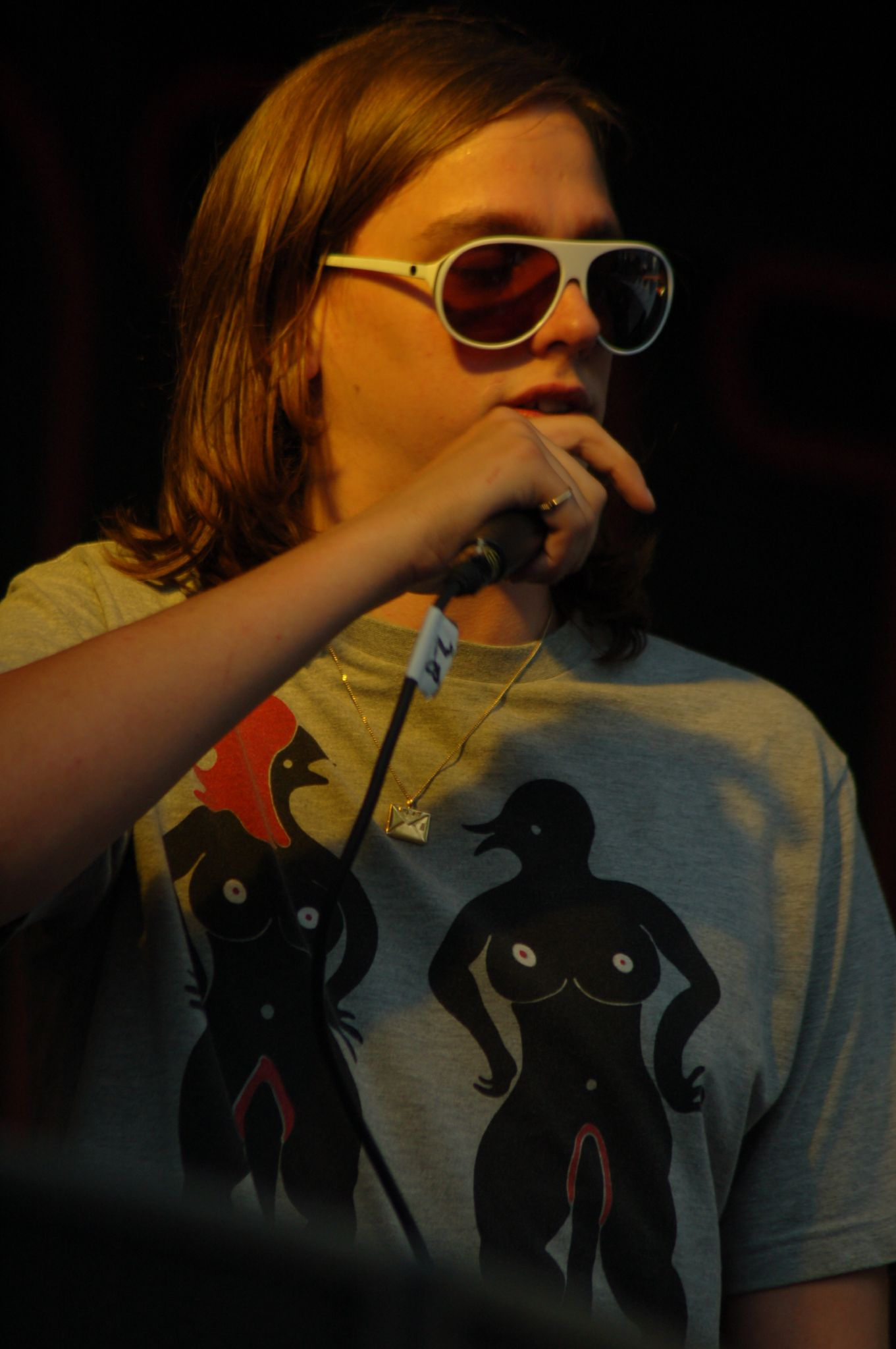
Pepijn Lanen en 2007

Ils chantent en néerlandais, anglais, français et allemand.

## Discographie
Albums
- La Bouche (2007)
- Flage (2008)
- Marble (2009)
- Le Classics (2010)
- Partytime (2012)
- Flapped Sadly in Our Faces (2015)

Singles
- Hard (2006)
- La Bouche (2007)
- Skinny Jeans (2008)
- Breakfast (2008)
- Luxe Benen (2009)
- Number One Girl (2010)
- Neen (2012)
- De 3 (2015)